# Петриковский, Адольф Антонович
Адольф Антонович Петриковский (1887, Ровно, Волынская губерния — 29 августа 1938, Коммунарка) — советский железнодорожный инженер и управленец, 1-й начальник ГУП «Московский метрополитен» (1934—1937).

## Биография
Из польской семьи (в анкетах указывал национальность как белорус, брат Станислав считал себя литовцем). В ряде документов назывался как Адольф Антонович Шурме. Получил общее среднее образование. Член РКП(б) с 1919 года. Назначен на должность начальника подземки 30 октября 1934 года, когда для обслуживания будущего метрополитена было образовано Управление метрополитена. До того занимал должность инженера-электрика «Метростроя».
При нём было открыто движение на первой линии метрополитена между станциями «Сокольники» и «Парк культуры». Под его руководством было проложено 12,6 км путей и введено в эксплуатацию 14 станций.
Проживал до ареста :  г. Москва, ул. Большая Садовая, д. 14/15, кв. 62.
Арестован 25 августа 1937 года. Внесен в Сталинский расстрельный список из 670 человек от 20 августа 1938 г. (список № 1) по 1-й категории («за» Сталин и Молотов).  29 августа 1938 г. ВКВС СССР Петриковский был приговорён к расстрелу по обвинению в «участии в контрреволюционной националистической организации». В тот же день расстрелян вместе с группой осужденных фигурантов Сталинских расстрельных списков от 20.8.1938 г. Место захоронения — полигон НКВД «Коммунарка». Его должность занял Владимир Днепровский, вероятно, также репрессированный всего через 4 месяца.
Адольф Петриковский был реабилитирован посмертно 19 марта 1957 года ВКВС СССР.

### Семья
Брат Петриковский Станислав Антонович 1889 г.р., уроженец г. Ровно; литовец; член ВКП(б); образование высшее; на момент ареста заместитель начальника Восточного отдела Центрального паровозного управления НКПС СССР. До ареста проживал: г. Москва, Сокольники, Маленковская ул., д. 51, кв. 11. Арестован 2 ноября 1937 года. Внесен в Сталинский расстрельный список от 12 сентября 1938 г. по 1-й категории («за» Молотов, Жданов). 17 сентября 1938 года приговорён к расстрелу ВКВС СССР по обвинению в «шпионаже». Расстрелян в день вынесения приговора вместе с группой осужденных ВКВС СССР фигурантов Сталинских расстрельных списков. Место захоронения — полигон НКВД «Коммунарка». Реабилитирован посмертно ВКВС СССР 17 сентября 1957 года ВКВС СССР.